# Colm Feore
Colm Joseph Feore (Boston, 1958. augusztus 22. –) kanadai színész.
Legismertebb alakítása Sir Reginald Hargreeves Az Esernyő Akadémia című sorozatban. Az Egyik kopó, másik zsaru című filmben is szerepelt.

## Fiatalkora
1958. augusztus 22-én született Bostonban. Szülei ír bevándorlók voltak, és a család nem sokkal a születése után visszaköltözött Írországba, ahol néhány évig maradt, mielőtt Windsorba emigrált volna. Miután elvégezte a Ridley College-ot St. Catharinesben, a kanadai Nemzeti Színházi Iskolába járt Montréalban.

## Pályafutása
1989 és 1990 között a Friday the 13th: The Series című sorozatban szerepelt, 2002-ben a Trudeau című filmben tűnt fel. 2004-ben A sötétség krónikája című filmben Lord Marshalt alakította. 2006-ban az Egyik kopó, másik zsaru című filmben szerepelt, ezt 2008-ban az Elcserélt életek követte. 2011-ben a Thor szereplője volt.

## Magánélete
1994 óta él házasságban Donna Feore koreográfussal és színházi rendezővel. 1983 és 1994 között Sidonie Boll színésznővel volt házas. Három gyermeke van: Jack nevű fia Bollal, valamint Thomas nevű fia és Anna nevű lánya Donna Feore-ral.

## Filmográfia

### Film
| Év   | Magyar cím                   | Eredeti cím                              | Szerep                               | Magyar hang      |
| ---- | ---------------------------- | ---------------------------------------- | ------------------------------------ | ---------------- |
| 1988 | Vasmadarak 2.                | Iron Eagle II                            | Yuri Lebanov                         | Barbinek Péter   |
| 1990 |                              | Beautiful Dreamers                       | Dr. Maurice Bucke                    |                  |
| 1990 |                              | Bethune: The Making of a Hero            | Chester Rice                         |                  |
| 1993 |                              | Thirty Two Short Films About Glenn Gould | Glenn Gould                          |                  |
| 1996 |                              | The Boor (rövidfilm)                     | Gruzdev                              |                  |
| 1997 | Manhattanre leszáll az éj    | Night Falls on Manhattan                 | Elihu Harrison                       | Juhász György    |
| 1997 | Ál/Arc                       | Face/Off                                 | Dr. Malcolm Walsh                    | Csuha Lajos      |
| 1997 | A lúzer                      | The Wrong Guy                            | gyilkos                              |                  |
| 1997 | Fájó gondviselés             | Critical Care                            | Richard Wilson                       |                  |
| 1998 | Angyalok városa              | City of Angels                           | Jordan                               | Trokán Péter     |
| 1998 | A vörös hegedű               | The Red Violin                           | árverésvezető                        | Fazekas István   |
| 1998 | Tűzmadár akció               | Airborne                                 | Ron Simpson                          |                  |
| 1998 |                              | The Lesser Evil                          | Derek                                |                  |
| 1998 |                              | The Herd                                 | Erling Porsild                       |                  |
| 1999 | Veszélyes szépségek          | Striking Poses                           | Linus                                |                  |
| 1999 | A bennfentes                 | The Insider                              | Richard Scruggs                      | Barbinek Péter   |
| 1999 | Titusz                       | Titus                                    | Marcus Andronicus                    | Hegedűs D. Géza  |
| 2000 |                              | Thomas and the Magic Railroad            | Toby (hangja)                        |                  |
| 2000 |                              | The Perfect Son                          | Ryan Taylor                          |                  |
| 2001 | Gyilkos összeesküvés         | Ignition                                 | Joel MacAteer tábornok               | Barbinek Péter   |
| 2001 | Az ösztönember               | The Caveman's Valentine                  | David Leppenraub                     | Kőszegi Ákos     |
| 2001 | Az ösztönember               | The Caveman's Valentine                  | David Leppenraub                     | Tarján Péter     |
| 2001 | Pearl Harbor – Égi háború    | Pearl Harbor                             | Husband E. Kimmel tengernagy         | Rosta Sándor     |
| 2001 | Century Hotel                | Century Hotel                            | Sebastian                            | Borbiczki Ferenc |
| 2001 |                              | Lola                                     | Mike                                 |                  |
| 2002 | A rettegés arénája           | The Sum of All Fears                     | Olson                                | Fazekas István   |
| 2002 |                              | The Baroness and the Pig                 | báró                                 |                  |
| 2002 | Chicago                      | Chicago                                  | Martin Harrison                      | Dunai Tamás      |
| 2004 | A gázoló                     | Highwaymen                               | Fargo                                | Rosta Sándor     |
| 2004 | Nemzetbiztonság Bt.          | National Security                        | Frank McDuff nyomozó                 | Tarján Péter     |
| 2004 | A felejtés bére              | Paycheck                                 | John Wolfe                           | Forgács Gábor    |
| 2004 | A sötétség krónikája         | The Chronicles of Riddick                | Lord Marshal Zhylaw                  | Selmeczi Roland  |
| 2005 | Anyám hazugságai             | Lies My Mother Told Me                   | Lucas Mackenzie                      | Epres Attila     |
| 2005 | Az alku                      | The Deal                                 | Hank Weiss                           |                  |
| 2005 |                              | Heidi                                    | Mr. Sesseman (hangja)                |                  |
| 2005 | Ördögűzés Emily Rose üdvéért | The Exorcism of Emily Rose               | Karl Gunderson                       | Jakab Csaba      |
| 2006 | Egyik kopó, másik zsaru      | Bon Cop, Bad Cop                         | Martin Ward nyomozó                  | Schnell Ádám     |
| 2007 | A költő                      | The Poet                                 | Hass ezredes                         | Rosta Sándor     |
| 2007 | Függők                       | Intervention                             | Bill                                 |                  |
| 2007 |                              | Killing Zelda Sparks                     | Dr. Leningrad                        |                  |
| 2008 |                              | Waitresses Wanted                        | Paradis őrmester                     |                  |
| 2008 |                              | The American Trap                        | Maurice Bishop                       |                  |
| 2008 | Elcserélt életek             | Changeling                               | James E. Davis rendőrfőnök           | Rosta Sándor     |
| 2008 |                              | Inconceivable                            | Dr. Jackson Charles Freeman          |                  |
| 2008 |                              | Six Reasons Why                          | prédikátor                           |                  |
| 2008 | WarGames 2. – A halálkód     | WarGames: The Dead Code                  | T. Kenneth Hassert / Joshua (hangja) |                  |
| 2009 |                              | The Trotsky                              | Berkhoff igazgató                    |                  |
| 2010 |                              | Voodoo (rövidfilm)                       | narrátor                             |                  |
| 2010 |                              | Interregnum (rövidfilm)                  | Übü király / Klaus                   |                  |
| 2011 | Thor                         | Thor                                     | Laufey                               | Epres Attila     |
| 2011 |                              | French Immersion                         | Michael Pontifikator                 |                  |
| 2014 | Jack Ryan: Árnyékügynök      | Jack Ryan: Shadow Recruit                | Rob Behringer                        | Rosta Sándor     |
| 2014 | A csodálatos Pókember 2.     | The Amazing Spider-Man 2                 | Donald Menken                        | Csuha Lajos      |
| 2014 | Elefánt dal                  | Elephant Song                            | Lawrence                             | Fazekas István   |
| 2015 |                              | King Lear                                | Lear király                          |                  |
| 2015 |                              | Reversion                                | Jack Clé                             |                  |
| 2015 |                              | Painkillers                              | Dr. Troutman                         |                  |
| 2016 | Hiú ábrándok                 | Mean Dreams                              | rendőrfőnök                          | Rosta Sándor     |
| 2017 | Egyik kopó, másik zsaru 2.   | Bon Cop, Bad Cop 2                       | Martin Ward                          |                  |
| 2017 |                              | The Curse of Buckout Road                | Mike Reagan                          |                  |
| 2018 | Ördögi csapda                | Greta                                    | Chris McCullen                       |                  |
| 2018 | Az ismeretlen                | Anon                                     | Charles Gattis                       |                  |
| 2018 |                              | Higher Power                             | Control                              |                  |
| 2019 | A csodagyerek                | The Prodigy                              | Arthur Jacobson                      | Mertz Tibor      |
| 2019 |                              | Astronaut                                | Marcus                               |                  |
| 2020 | Egy évem Salingerrel         | My Salinger Year                         | Daniel                               | Rosta Sándor     |
| 2020 |                              | Sugar Daddy                              | Gordon                               |                  |
| 2021 |                              | Trigger Point                            | Elias Kane                           |                  |
| 2021 |                              | My Soul to Take                          | Fred                                 |                  |
| 2024 | Szupermikulás                | SuperKlaus                               | Frank Fafnir (hangja)                |                  |

### Televízió

#### Tévéfilm
| Év   | Magyar cím                               | Eredeti cím                          | Szerep                   | Magyar hang    |
| ---- | ---------------------------------------- | ------------------------------------ | ------------------------ | -------------- |
| 1981 |                                          | The Running Man                      | Rick                     |                |
| 1987 | Korcsolyázz                              | Blades of Courage                    | Bruce Gainor             | Fülöp Zsigmond |
| 1987 |                                          | A Nest of Singing Birds              | Michael Jimson           |                |
| 1993 |                                          | Romeo & Juliet                       | Mercutio                 |                |
| 1995 | Szeret, nem szeret                       | Friends at Last                      | Phillip Connelyn         |                |
| 1995 |                                          | Truman                               | Charles Griffith Ross    |                |
| 1995 |                                          | Where's the Money, Noreen?           | Kevin Hanover            |                |
| 1997 |                                          | Night Sins                           | Deacon Albert Fletcher   |                |
| 1997 | Ellenséges vizeken                       | Night Sins                           | Pshenishny               | Csuja Imre     |
| 1998 | Eszeveszetten                            | The Escape                           | Hickman                  | Galkó Balázs   |
| 1999 | Alzheimer – Sose felejts el              | Forget Me Never                      | Albert                   |                |
| 2000 | A lila köd fogságában                    | Trapped in a Purple Haze             | Ed Hanson                |                |
| 2001 | Menekülés a halálból                     | Haven                                | Bruno                    | Németh Gábor   |
| 2001 |                                          | Final Jeopardy                       | Paul Battaglia           |                |
| 2001 | A merénylet napja                        | The Day Reagan Was Shot              | Caspar Weinberger        |                |
| 2002 | Apám bűnei                               | Sins of the Father                   | Dalton Strong            |                |
| 2002 |                                          | Trudeau                              | Pierre Trudeau           |                |
| 2002 | Gyújtópont                               | Point of Origin                      | Mike Matassa             | Rosta Sándor   |
| 2003 | És a főszerepben Pancho Villa, mint maga | And Starring Pancho Villa as Himself | D. W. Griffith           | Fekete Ernő    |
| 2005 |                                          | Burnt Toast                          | Dave                     |                |
| 2007 | Wounded Knee-nél temessétek el a szívem  | Bury My Heart at Wounded Knee        | William Tecumseh Sherman | Végh Péter     |
| 2008 | 24 – A szabadulás                        | 24: Redemption                       | Henry Taylor             | Koroknay Géza  |
| 2013 | A Versace-ház                            | House of Versace                     | Santo Versace            | Rosta Sándor   |
| 2015 |                                          | Pirate's Passage                     | Robin Hawkins (hangja)   |                |

#### Sorozat
| Év        | Magyar cím                               | Eredeti cím                              | Szerep                            | Megjegyzések                                                               |
| --------- | ---------------------------------------- | ---------------------------------------- | --------------------------------- | -------------------------------------------------------------------------- |
| 1982      |                                          | The Great Detective                      | Talbot                            | 1 epizód                                                                   |
| 1989–1990 |                                          | Friday the 13th: The Series              | Alex Dent / Anton Pascola         | 2 epizód                                                                   |
| 1989–1990 | Világok harca                            | War of the Worlds                        | Nikita / Leonid Argochev          | 2 epizód                                                                   |
| 1991      |                                          | Heritage Minutes                         | John McCrae                       | 1 epizód                                                                   |
| 1992      |                                          | Street Legal                             | Kyle Thompson                     | 1 epizód                                                                   |
| 1992–1993 |                                          | Beyond Reality                           | Mason Driscoll / Focista (hangja) | 2 epizód                                                                   |
| 1995      |                                          | Forever Knight                           | Walken                            | 1 epizód                                                                   |
| 1995–1996 | Kung fu: A legenda folytatódik           | Kung Fu: The Legend Continues            | Selinger                          | 2 epizód                                                                   |
| 1996      |                                          | Due South                                | Charles Carver                    | 1 epizód                                                                   |
| 1996      | Végtelen határok                         | The Outer Limits                         | Mackie                            | 1 epizód                                                                   |
| 1997      |                                          | Liberty! The American Revolution         | Alexander Hamilton                | minisorozat (6 epizód)                                                     |
| 1998      | Cápaember                                | Creature                                 | Aaron Richland                    | - minisorozat (2 epizód) - magyar hangja: - Rosta Sándor                   |
| 1998–2000 | Nikita, a bérgyilkosnő                   | La Femme Nikita                          | Leon / Brutus (hangja)            | 2 epizód                                                                   |
| 1999      | Az évszázad vihara                       | Storm of the Century                     | Andre Linoge                      | - minisorozat (3 epizód) - magyar hangja: - Vass Gábor - Haás Vander Péter |
| 2000      | Az elnök emberei                         | The West Wing                            | Tad Whitney                       | 1 epizód                                                                   |
| 2000      |                                          | Boston Public                            | George Guber                      | 1 epizód                                                                   |
| 2000      | Nürnberg                                 | Nuremberg                                | Rudolf Höß                        | - minisorozat (1 epizód) - magyar hangja: - Oberfrank Pál                  |
| 2001      |                                          | Foreign Objects                          | Tibor                             | 5 epizód                                                                   |
| 2002      |                                          | Benjamin Franklin                        | narrátor                          | minisorozat                                                                |
| 2002      |                                          | Widows                                   | Stein                             | minisorozat (4 epizód)                                                     |
| 2004      | Híradósok                                | The Newsroom                             | David                             | 1 epizód                                                                   |
| 2004      |                                          | The Eleventh Hour                        | Owen Sawyer                       | 1 epizód                                                                   |
| 2005      |                                          | Empire                                   | Julius Caesar                     | 3 epizód                                                                   |
| 2005      |                                          | Slings & Arrows                          | Sanjay                            | 5 epizód                                                                   |
| 2006      |                                          | Secret Files of the Inquisition          | narrátor                          | minisorozat                                                                |
| 2006      | Csillagközi romboló                      | Battlestar Galactica                     | Richard Adar elnök                | 1 epizód                                                                   |
| 2007      |                                          | American Experience                      | narrátor                          | 1 epizód                                                                   |
| 2009      | Guns – Az erőszak ára                    | Guns                                     | Paul Duguid                       | minisorozat (2 epizód)                                                     |
| 2009      | Elit egység                              | Flashpoint                               | David Graham                      | 1 epizód                                                                   |
| 2009      | 24                                       | 24                                       | Henry Taylor                      | - 12 epizód - magyar hangja:[forrás?] - Koroknay Géza                      |
| 2009      | Hetedik érzék                            | The Listener                             | Ray Mercer                        | 7 epizód                                                                   |
| 2011      | Esküdt ellenségek: Különleges ügyosztály | Law & Order: Special Victims Unit        | Jordan Hayes                      | 1 epizód                                                                   |
| 2011–2013 | Borgiák                                  | The Borgias                              | Giuliano della Rovere             | - 20 epizód - magyar hangja:[forrás?] - Hegedűs D. Géza                    |
| 2012      |                                          | Saving Hope                              | Mac                               | 2 epizód                                                                   |
| 2012–2013 | Revolution                               | Revolution                               | Randall Flynn                     | 9 epizód                                                                   |
| 2013      | A férjem védelmében                      | The Good Wife                            | Brad Lund                         | 1 epizód                                                                   |
| 2014      | A szépség és a szörnyeteg                | Beauty & the Beast                       | Frank Darnell                     | 1 epizód                                                                   |
| 2014–2016 |                                          | Sensitive Skin                           | Roger                             | 7 epizód                                                                   |
| 2015      | Gotham                                   | Gotham                                   | Dr. Francis Dulmacher             | 2 epizód                                                                   |
| 2016–2017 | Kártyavár                                | House of Cards                           | Ted Brockhart                     | 12 epizód                                                                  |
| 2017      | Babonák                                  | Lore                                     | Dr. Walter Freeman                | 1 epizód                                                                   |
| 2018      |                                          | The Truth About the Harry Quebert Affair | Elijah Stern                      | 5 epizód                                                                   |
| 2019      | For All Mankind                          | For All Mankind                          | Wernher von Braun                 | 3 epizód                                                                   |
| 2019–2024 | Az Esernyő Akadémia                      | The Umbrella Academy                     | Sir Reginald Hargreeves           | - főszereplő - magyar hangja: - Fodor Tamás                                |
| 2019–2024 | Murdoch nyomozó rejtélyei                | Murdoch Mysteries                        | George Crabtree Sr.               | 2 epizód                                                                   |